# 山内豊隆
山内 豊隆（やまうち とよたか）は、江戸時代前期から中期にかけての大名。土佐藩6代藩主。

## 生涯
延宝元年（1673年）11月16日、山内家の分家である武蔵国指扇山内家（新橋山内家）の当主・山内一俊の次男として生まれる。はじめ鳥居家の養子となって鳥居伊右衛門と名乗った。しかし兄の5代藩主・山内豊房に継嗣がなかったため、宝永3年（1706年）に兄が死去すると、その養子として跡を継いだ。
しかし豊隆は無能であり、兄が登用した山内規重や谷秦山、深尾重方などを次々と処罰してゆく。宝永4年（1707年）10月4日には宝永地震で1,844人（10月26日時点）の死者を出すという惨事に見舞われたため、地震の救済に務めながら宝永の改革と呼ばれる藩政改革に着手したが、効果はなかった。地震の翌年、震災対応のため老中土屋相模守の便宜により豊隆は参勤交代を免除されたが、襲封以来の初の参勤であることと母の病気の見舞いというもっともらしい理由をつけて、震災対応も「大方手合仕」として、宝永5年内に江戸に参勤している。しかし、この大震災が短期間で復興するはずがなく、その行動も土佐藩政史上に名君が少ないとされる一因とされる。
享保5年（1720年）4月14日、江戸で死去した。享年48。跡を次男の豊常が継いだ。
墓所は国史跡の土佐藩主山内家墓所（高知県高知市筆山町）。
先代からの重臣たちを次々と粛清したことから評判が悪く、土佐藩随一の暗君と言われている。

## 系譜
子女は10男4女
- 父：山内一俊（1649-1675）
- 母：浄心院 - 鳥居忠春の娘
- 養父：山内豊房（1672-1706）
- 正室：なし
- 側室：円徳院 - 北川氏
- 生母不明の子女
  - 男子：久米千代
  - 次男：山内豊常（1711-1725）
  - 男子：氏松
  - 女子：整 - 上杉宗憲正室
  - 女子：長 - 山内豊敷正室